# Жорж Енеску
Жорж Енеску (рум. George Enescu; Ливени, 19. август 1881 — Париз, 4. мај 1955) био је румунски композитор, виолиниста, пијаниста, диригент и наставник.
Почео је да студира виолину у Бечу са само седам година. На његово стваралаштво највећи утицај је имао Јоханес Брамс с којим се често сретао. Године 1894. примљен је на париски Конзерваторијум, а његова прва оркестарска дела, „Румунска поема“ и „Пасторална фантазија“, представљена су музичкој јавности 1889. године. Касније су „Румунске рапсодије“ доживеле велики успех. Пред почетак Првог светског рата вратио се у Румунију и постао диригент Филхармонијског оркестра у Букурешту. Био је врло активан у музичком животу, а неко време је подучавао Јехудија Мењухина. У Паризу је радио као диригент, виолиниста и композитор. Други светски рат је провео на имању близу Букурешта. Био је више пута и у САД.